# Polar Music
Polar Music AB est une compagnie de disque suédoise fondée par Stig Anderson et Bengt Bernhag en 1963.

## Histoire
En 1959, Stig Anderson fonde Sweden Music AB, une société de publishing musical. En 1963 il lance la compagnie de disque Polar Music AB. Anderson est également le manager du groupe folk suédois Hootenanny Singers, puis d'ABBA.
Polar Music est rachetée par Polygram en 1989. Son catalogue comprend des artistes suédois comme Ted Gärdestad, Tomas Ledin et Eva Dahlgren. Dans les années 2000, le label appartient à la branche suédoise d'Universal Music qui le relance en étoffant son catalogue avec de nouveaux artistes. Parmi les nouvelles signatures figurent le groupe pop rock Lambretta et les rappeurs Infinite Mass (en).

## Studios Polar
Situés sur l'île de Kungsholmen, dans la capitale suédoise Stockholm, les studios Polar ouvrent en mai 1978. Dirigés par Lennart Östlund, ils permettent aux artistes du label de disposer d'un lieu unique d'enregistrement. Les trois derniers albums studio d'ABBA, ainsi que des disques solo de Anni-Frid Lyngstad et Agnetha Fältskog, y sont enregistrés. Les installations sont également utilisées par d'autres groupes suédois, notamment Roxette et les Cardigans, et des artistes étrangers, comme les Rolling Stones ou encore Led Zeppelin, qui y enregistre l'album In Through the Out Door en 1978,.

## Prix Polar Music
Après avoir vendu la compagnie de disque, Stig Anderson effectue une donation à l'académie royale de musique de Suède, ce qui permet de créer le Prix Polar Music (« Polar Music Prize »).